# N17 (Burkina Faso)
Die N17 ist eine Fernstraße in Burkina Faso die im südlichen Manga beginnt und in Sanga endet. Dort überquert sie die Grenze zu Togo.
Die N17 beginnt im Westen Mangas, wo sie von der N5 abzweigt. Die N17 verläuft östlich und war ursprünglich bis Guiba, kurz vor Manga asphaltiert. Im November 2019 startete Premierminister Christophe Dabiré die zweijährigen Asphaltierungsarbeiten bis Garango. In Tenkodogo kreuzt sie die N16. Im internationalen Verkehr hat die Straße kaum eine Bedeutung und ist daher bisher auch nur eine Schotterstraße. Auf der togolesischen Seite verläuft im Anschluss an die N17 eine nicht asphaltierte Straße in Richtung Süden.